# Nippon Telegraph and Telephone
Nippon Telegraph and Telephone (NTT) — крупнейшая телекоммуникационная компания Японии. По размеру выручки компания является крупнейшей среди телекоммуникационных компаний Азии и третьей в мире. Акции компании торгуются на Нью-Йоркской, Лондонской и Токийской фондовых биржах. Приблизительно треть акционерного капитала компании контролирует правительство Японии. Компания занимает 65 место в списке Fortune Global 500 (2015 год).

## История
Компания была создана в 1953 году в качестве государственной монополии и называлась Nippon Telegraph and Telephone Public Corporation. В 1985 году компания была приватизирована в рамках кампании стимулирования конкуренции. Однако государство сохранило своё присутствие в капитале NTT.
Несмотря на приватизацию компания сохраняла монополистическое положение, контролируя большую часть «последней мили» в Японии. Для ослабления монополиста в 1999 году компания была разделена на холдинговую компанию (NTT) и три телекоммуникационные компании (NTT East, NTT West, и NTT Communications).

## Дочерние компании
NTT Group контролирует ряд дочерних компаний. Крупнейшие из них: NTT East, NTT West, NTT Communications, NTT DoCoMo и NTT Data. Акции NTT DoCoMo и NTT Data отдельно торгуются на фондовой бирже.